# کیش شخصیت (ترانه)
کیش شخصیتی (به انگلیسی: Cult of Personality) تک‌آهنگی در سبک فانک متال است که توسط گروه لیوینگ کالِر ساخته و اجرا شده‌است. این اولین تک‌آهنگ از آلبوم آنها با نام واضح بود که در سال ۱۹۸۸ منتشر شد. این ترانه در ۱۰۰ آهنگ داغ بیلبورد مقام ۱۳ را بدست آورد و در بیلبورد چارت آلبوم‌های راک هم به رتبه ۹ رسید. این آهنگ همچنین جایزه گرمی بهترین اجرای هارد راک را بُرد تا لیوینگ کالِر نخستین گروهی باشد که این جایزه را ازآن خود کرده‌است. این تک‌آهنگ همچنین جایزه ام‌تی‌وی بهترین ویدیوی گروهی و بهترین هنرمند جدید را بُرد.
سی‌ام پانک، کشتی‌گیر حرفه‌ای از زمان حضورش در رینگ آف آنر تا پایان فعالیت کشتی‌گیری خود و اعلام بازنشستگی در ۲۹ می ۲۰۱۴، از این آهنگ به عنوان آهنگ ورودی خود استفاده می‌کرد.
بعد از بازگشت به فعالیت خود در رسته کسای‌گیری در تاریخ ۲۱ اوت ۲۰۲۱ با ورود به کمپانی AEW نیز از این آهنگ برای ورود خود استفاده کرد.